# Blepharita juncta
Blepharita juncta là một loài bướm đêm trong họ Noctuidae.